# 誰かのために -What can I do for someone?-
「誰かのために -What can I do for someone?-」（だれかのために ホワット・キャン・アイ・ドゥ・フォー・サムワン）は、AKB48の楽曲である。作詞は秋元康、作曲は井上ヨシマサが担当した。2006年から2007年まで行われた『チームA 3rd Stage「誰かのために」』で披露された楽曲であり、チームAの歌唱によるものが2007年発売の同公演アルバムに収録されている。
「誰かのために -What can I do for someone?- <配信限定チャリティソング>」（だれかのために ホワット・キャン・アイ・ドゥ・フォー・サムワン はいしんげんていチャリティソング）として2011年4月1日より楽曲が、同4月6日よりビデオクリップが月末までの期間限定・配信限定でリリースされた。

## 背景とリリース
着うた、着うたフル、着うたフルプラスによる限定配信であり、レコチョクにより先行配信され、後にiTunes StoreやmoraなどのPC配信サイトでも配信された。
前作『桜の木になろう』が20thシングル、2011年5月25日発売の次作『Everyday、カチューシャ』が21stシングルという扱いのため、同様に配信限定だった楽曲「Baby! Baby! Baby!」とは異なり、同作はAKB48のシングルリリースのシリアルナンバーには含まれていない。
2011年3月26日、AKB48メンバー12名が第3回沖縄国際映画祭に飛び入り参加しライブを行った際の2曲目として同曲を披露、2週間前に発生した東日本大震災を受け、AKB48として開始した「誰かのために」プロジェクトの一環として、ファンからの強い要望を受けて、メンバーが「大切にしている曲のひとつ」である同曲を配信することを発表した。
当楽曲は2006年8月20日 - 2007年1月25日にかけ行われた『チームA 3rd Stage「誰かのために」』の表題曲であり同公演曲のスタジオ収録CDにも収録されていたが、プロジェクトの一環として「今の日本を一日も早く元気づけたい!」「待っていて下さるファンの方々からの熱いエールにお応えしたい」という志の下、2011年3月に所属しているAKB48メンバーにより再収録して“配信限定チャリティソング”として配信、ダウンロードによる収益は全て震災の義援金として寄付される。なお、歌唱メンバーは公式に発表されていない。2011年10月23日にニッポン放送で放送された『ニッポン放送スペシャル AKB・SKE・NMB・SDNが選ぶこの一曲!! マイリクエストアワーベスト10』（後編）では第17位にランクイン。出演メンバーは「みんながこの曲を知って“被災者のために、自分に何が出来るんだろう”と考えるきっかけになってくれたけど、こんな事で有名になって、嬉しいやら悲しいやら」とコメントした。
配信開始日となる4月1日に放送されたテレビ朝日系『MUSIC STATION』に出演した際、テレビ音楽番組で同曲を初披露した。
ビデオクリップには、専用に収録された歌唱シーンはなく、「誰かのために」プロジェクトに対するメンバーによる寄せ書きやメンバーが沖縄国際映画祭、横浜アリーナの義援金募集イベントなどにサプライズ出演した際の映像、東日本大震災の影響により休館したAKB48劇場の再開後初公演となった2011年3月29日の『チームA 6th Stage「目撃者」』公演の様子、およびレコーディング、スタジオで「私たちにできることをしなくちゃ」と涙ぐむ高橋みなみの姿などのシーンで構成されている。
公開の場で披露される場合は、現在の状況に相応しいとされる2番の歌詞だけが歌われ、1番は省略される。

## 配信曲
レコチョクとiTunes Storeで配信（2011年4月8日 - 30日）
1. 誰かのために -What can I do for someone?-<配信限定チャリティソング> [4:15]
作詞：秋元康、作曲・編曲：井上ヨシマサ